# Vojna vas
Vójna vás je naselje v Sloveniji. Nahaja se v bližini mesta Črnomelj.

## Geografija
Povprečna nadmorska višina naselja je 186 m.
Pomembnejše bližnje naselje je Črnomelj (1 km).